# 瑪依拉·沙姆蘇特蒂諾娃
玛依拉·瓦里克孜·沙姆苏特蒂诺娃 （1890年—1927年）哈萨克斯坦歌手，作曲家，出生于克列库市（今巴甫洛达尔）。

## 生平
玛依拉自幼爱拉手风琴，唱歌。在克列库、巴彦阿吾勒、塞米伊等地的大型宴会、群众集会上展现出的非凡才艺，使她的名字在人民当中广为传播。玛依拉从十三岁开始就在众多的艺术家面前展现出自己的才能。她的创作才能甚至超越了她的歌喉，也为她能够在那个时代成为一名顶尖艺术家创造了条件。她在创作中结合自身的音律天赋和优美歌喉，还加入了口琴等乐器。除了哈萨克歌曲之外，她也很擅长用符合歌曲风格的方式演绎鞑靼歌曲和俄罗斯歌曲。她同时运用哈萨克语、鞑靼语、俄罗斯语进行熟练的创作、表演艺术的能力让人惊叹。她曾经与阿米尔·卡沙乌巴耶夫以及伊沙·巴伊卡诺夫（都是哈萨克斯坦民间音乐家）同台，在巴彦阿吾勒和阔岩得的集会上演出。1926年她与著名的民俗学家、音乐家A·B·扎塔耶维奇相遇，唱了她创作的由自己命名的歌曲《玛依拉》以及其他13首歌曲。于是，这些歌曲被扎塔耶维奇记谱整理。玛依拉1927年5月1日在克列库去世（巴甫洛达尔，哈萨克斯坦苏维埃社会主义联盟共和国 ）。
她所创作的曲目，被众多作曲家、编剧用在了自己的歌剧、电影等作品当中。如电影《齐兹·日别克》等等。目前可以确定有20首传唱很广泛的民歌是由玛依拉创作的。如今名为《玛依拉和艺术》的歌曲合集已经问世，以她的名字命名的大型歌舞集会每年都会举办。现在在她的故乡设有玛依拉故居博物馆。

## 作品
- 《玛依拉》（Майра）
- 《红色的花》（Қызыл гүл）
- 《花园》（Бақша）
- 《噢，塞米伊》（Ахау, Семей）
- 《水晶石》（Гауһар тас）
- 《额尔齐斯》（Ертіс）
- 《我的爱人》（Сәулем-ай）

亚历山大·扎塔维奇整理的玛依拉演唱的歌曲：
- 《玛赫帕丽》（Мақпал）
- 《科克马伊萨》（Көкмайса）
- 《我的宝贝哟》（Қарағым-ау）
- 《黑眼睛》（Қаракөз）
- 《巴彦阿吾勒》（Баянауыл）
- 《草原啊》（Даланың әні）
- 《天空》（Алқарағай көк）
- 《同龄人》（Хұсни құрдас）
- 《思密特》（Смет）

三首暂无翻译的歌曲：
“Тел
- қоңыр”
- “Құрбымжай”
- “Өкшесі етігімнің айнала жез”

其中，歌曲《玛依拉》传播得非常的广泛——这是诗人用歌声创作的对自己的自画像。这首歌曲的其他名称有——“乌拜拉”«Убайра», “拉依拉” «Райра», “哈拉拉库拉依拉”«Хару-раку-райра»。